# Verrières (Aube)
Verrières é uma comuna francesa na região administrativa de Grande Leste, no departamento de Aube. Estende-se por uma área de 10,12 km². Em 2010 a comuna tinha 1 897 habitantes (densidade: 187,5 hab./km²).